# Stazione di San Lucido Marina
Stazione di San Lucido Marina vasútállomás Olaszországban, San Lucido településen.

## Vasútvonalak
Az állomást az alábbi vasútvonalak érintik:
- Battipaglia–Reggio di Calabria-vasútvonal

## Kapcsolódó állomások
A vasútállomáshoz az alábbi állomások vannak a legközelebb:
- Stazione di Paola